# 非他者的性欲
非他者的性欲（英語: analloeroticism）は他人に性的関心を抱かないことである。アニル・アグラウォールは無性愛を性衝動の欠如として定義し、非他者的性欲と無性愛とを区別した 。非他者的性欲者は、女性や男性のパートナーに魅力を感じないが、必ずしもすべての性行動を欠いているわけではない。英語のanalloeroticismは、an-（「否定」を意味する接頭辞）とallo（古代ギリシャ語 ἄλλος/állos「他者」）とerotic（エロティック）と-ismに由来する。 
レイ・ブランチャードはトランス女性の類型論のなかで、一般的にはオートガイネフィリアと異性に惹かれることは同時に存在するにもかかわらず、オートガイネフィリアが非常に強いために女性への性的惹かれが事実上なくなっていたケースがあった（言い換えれば、彼女たちは非他者的性欲をいだいていた）と論じている 。
ブランチャードによれば、主に2つのタイプの非他者的性欲がある 。
- 無性愛（Asexual） - 性的欲求の欠如
- 自己単性愛（Automonosexual） - 自分自身を異性と見なすことによって性的に興奮するが、他人には興奮しない